# Guna Trading FC
El Guna Trading FC es un equipo de fútbol de Etiopía que milita en la Liga Nacional de Etiopía, la segunda liga de fútbol en importancia en el país.

## Historia
Fue fundado en el año 1997 en la ciudad de Tigray y participó en la reforma de la Liga etíope de fútbol en ese año como uno de los equipos participantes de la primera temporada. Permanecieron en la máxima categoría hasta la temporada 2007/08, cuando se decidió reducir la cantidad de equipos de 25 a 16.
Nunca han sido campeones de la Liga etíope de fútbol ni tampoco han ganado la Copa etíope de fútbol en una final a la que han llegado, la cual perdieron ante el Mebrat Hail 1-2 en tiempo extra.
A nivel internacional han participado en 1 torneo continental, en la Recopa Africana 2002, en la cual fueron eliminados en la ronda preliminar por el Polisi de Zanzíbar.

## Palmarés
- Copa etíope de fútbol: 0
  - Finalista: 1

2000/01

## Participación en competiciones de la CAF
| Temporada | Torneo          | Ronda      | Club            | Casa | Visita | Global |
| --------- | --------------- | ---------- | --------------- | ---- | ------ | ------ |
| 2002      | Recopa Africana | Preliminar | Polisi Zanzibar | 1-2  | 0-0    | 1-2    |